# Allied Waste Industries
Allied Waste Industries war ein US-amerikanisches Unternehmen mit Firmensitz in Scottsdale, Arizona und war im Aktienindex S&P 500 gelistet. 
Allied Waste Industries war im Bereich Abfallwirtschaft als Unternehmen tätig. Es betrieb Recycling- und Müllverbrennungsanlagen sowie Deponien in den Vereinigten Staaten. Zum Unternehmen gehörten unter anderem 169 Deponien und 53 Recyclinganlagen in 37 Bundesstaaten in den Vereinigten Staaten sowie in Puerto Rico.
Nach dem US-amerikanischen Unternehmen Waste Management war Allied Waste Industries das zweitgrößte rein auf Abfallwirtschaft spezialisierte private Unternehmen in den Vereinigten Staaten. Im Juni 2008 wurde bekannt, dass Allied Waste Industries vom US-amerikanischen Konkurrenten Republic Services übernommen wird.

## Einzelnachweis
1. ↑  n-tv: Milliardenfusionen treiben (Memento vom 26. Juni 2008 im Internet Archive)